# Braty Hadiukiny
Braty Hadiukiny (ukr. Брати Гадюкіни) – ukraiński zespół rockowy, założony w 1988 roku we Lwowie. Poza Ukrainą koncertował m.in. w Rosji, Belgii i Kanadzie. Dotychczas wydał pięć albumów studyjnych, cztery koncertowe i dwie składanki z największymi przebojami.

## Historia
Zespół został założony latem 1988 roku. W pierwszym składzie znaleźli się: wokalista i klawiszowiec Serhij „Kuzia” Kuźmińskij, gitarzysta Andrij Partyka, saksofonista Ołeksandr „Szulia” Jemieć, basista i wokalista Ołeksandr Hamburg i perkusista Mychajło Łundin. Zespół wystąpił na moskiewskim festiwalu Syrok-89, gdzie wykonał piosenki w języku rusińskim. W 1989 roku zespół wydał swój debiutancki album Wsio czotko!.
W 1989 roku zespół wystąpił na festiwalu Czerwona Ruta, gdzie zajął drugie miejsce. Pod koniec 1989 roku zespół pracował nad rosyjskojęzycznym albumem Gawarit Maskwa!, który nie został ukończony. W 1991 roku zespół wydał album My – chłopci z Bandersztadtu. Na początku 1994 roku zespół pracował nad albumem Buło ne lubyty. W nagraniach nie uczestniczył Serhij Kuźmińskij, wówczas  leczący się w Belgii z uzależnienia od narkotyków. W 1995 roku zespół wydał reedycje debiutanckiego albumu na CD oraz rozpoczął pracę nad albumem Szczasływoji dorohy! (Baj, baj, myła!). Szczasływoji dorohy! ukazał się na rynku w 1999 roku.
W 1996 roku zespół zawiesił działalność. W 2006 roku zespół został reaktywowany, jednak jego działalność pozostała nieregularna. 3 czerwca 2009 roku zmarł Serhij Kuźmińskyj. Po jego śmierci zespół chwilowo zawiesił działalność. W 2011 roku odbył się koncert upamiętniający Kuźmińskyja, w którym wzięły udział najważniejsze zespoły rockowe z Ukrainy i goście z zagranicy. W 2013 roku Braty Hadiukiny ponownie reaktywowano. W 2014 roku ukazał się album Made in Ukraine. Na przełomie 2014 i 2015 roku zespół zagrał ogólnoukraińską trasę koncertową. Dochód z koncertów trafił na rzecz osób przesiedlonych i rannych z strefy konfrontacji rosyjsko-ukraińskiej w Donbasie. W 2018 roku zespołowi została wręczona YUNA-2018 – coroczna nagroda przyznana zespołowi, który miał duży wpływ na rozwój ukraińskiej kultury.

## Dyskografia
- Wsio czotko! (1989)
- My – chłopci z Bandersztadtu (1991)
- Buło ne lubyty (1994)
- Szczasływoji dorohy! (Baj, baj, myła!) (1999)
- Nażywo (1999)
- Wrodyło! Live 2006 (2006)
- Live à Bruxelles (2006)
- Ja wernuwsja domiw. Koncert pam’jati Serhija Kuźminśkoho (2011)
- Made in Ukraine (2014)

Źródło: 